# Ganoderma capense
Ganoderma capense är en svampart som först beskrevs av Lloyd, och fick sitt nu gällande namn av Teng 1963. Ganoderma capense ingår i släktet Ganoderma och familjen Ganodermataceae.   Inga underarter finns listade i Catalogue of Life.